# Nicaragua ai Giochi della XXXIII Olimpiade
Il Nicaragua ha partecipato ai Giochi della XXXIII Olimpiade, svoltisi a Parigi dal 26 luglio all'11 agosto 2024, con una delegazione di 7 atleti, un uomo e 6 donne, in 6 discipline. È stata la quindicesima apparizione della nazione alle Olimpiadi estive, avendo gareggiato a tutti i Giochi dal 1968 in poi ad eccezione delle Olimpiadi estive del 1988 a Seul, a causa del suo parziale sostegno al boicottaggio nordcoreano.
I portabandiera alla cerimonia di apertura sono stati Gerald Hernández e Izayana Marenco.

## Delegazione
| Sport            | Uomini | Donne | Totale |
| ---------------- | ------ | ----- | ------ |
| Atletica leggera | 0      | 1     | 1      |
| Canottaggio      | 0      | 1     | 1      |
| Judo             | 0      | 1     | 1      |
| Nuoto            | 1      | 1     | 2      |
| Surf             | 0      | 1     | 1      |
| Tiro             | 0      | 1     | 1      |
| Totale           | 1      | 6     | 7      |